# Мустафа Омерика
Мустафа Омерика је босанско-херцеговачки певач рођен 1984. године у Мостару. Учествовао је у такмичењу Звезде Гранда и заузео је 5. место.

## Такмичење у Звездама Гранда
У Звездама Гранда углавном се представљао песмама председника жирија Шабана Шаулића али и песмама осталих великана народне музике. Мустафа је добио и надимак током такмичења од водитеља Воје Недељковића такозвани "Принц са Неретве". На крају је ушао у суперфинале заузео 5. место и добио песму од Гранд продукције.

## Музичка каријера
Његова прва песма је носила назив „Имала си дијамант у рукама”.
Наставио је са песмама у народном стилу и наредне године објавио је песму Ноћас лудујем.
Мустафа је поново наставио да одушевљава публику својим наступима а већ следеће године снимио је нову песму под називом Амајлија.

## Синглови
- Имала си дијамант у рукама (2014)
- Ноћас лудујем (2015)
- Амајлија (2016)